# まるとく市場

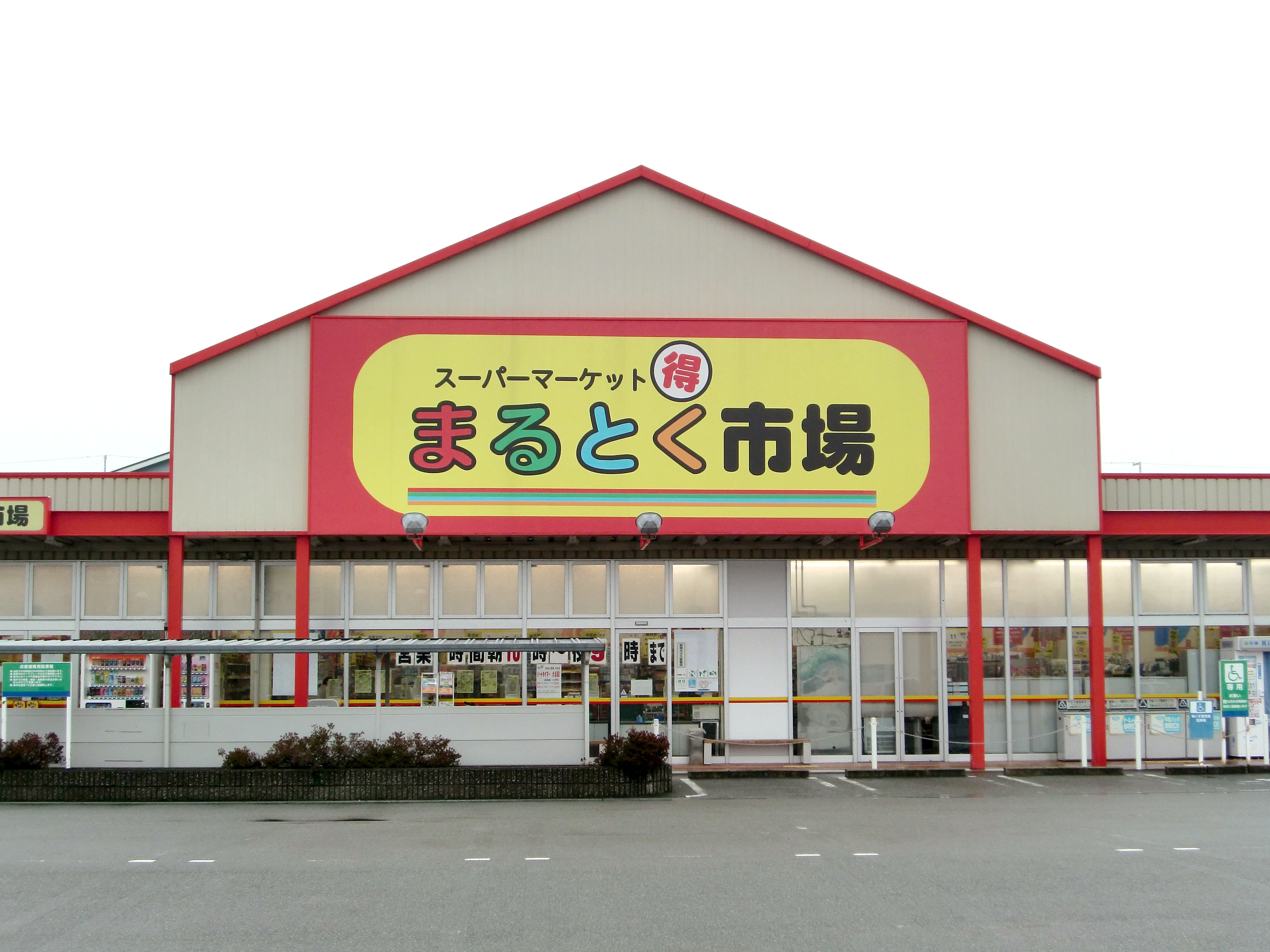
まるとく市場平田店
（大阪府茨木市・まるとく市場1号店）

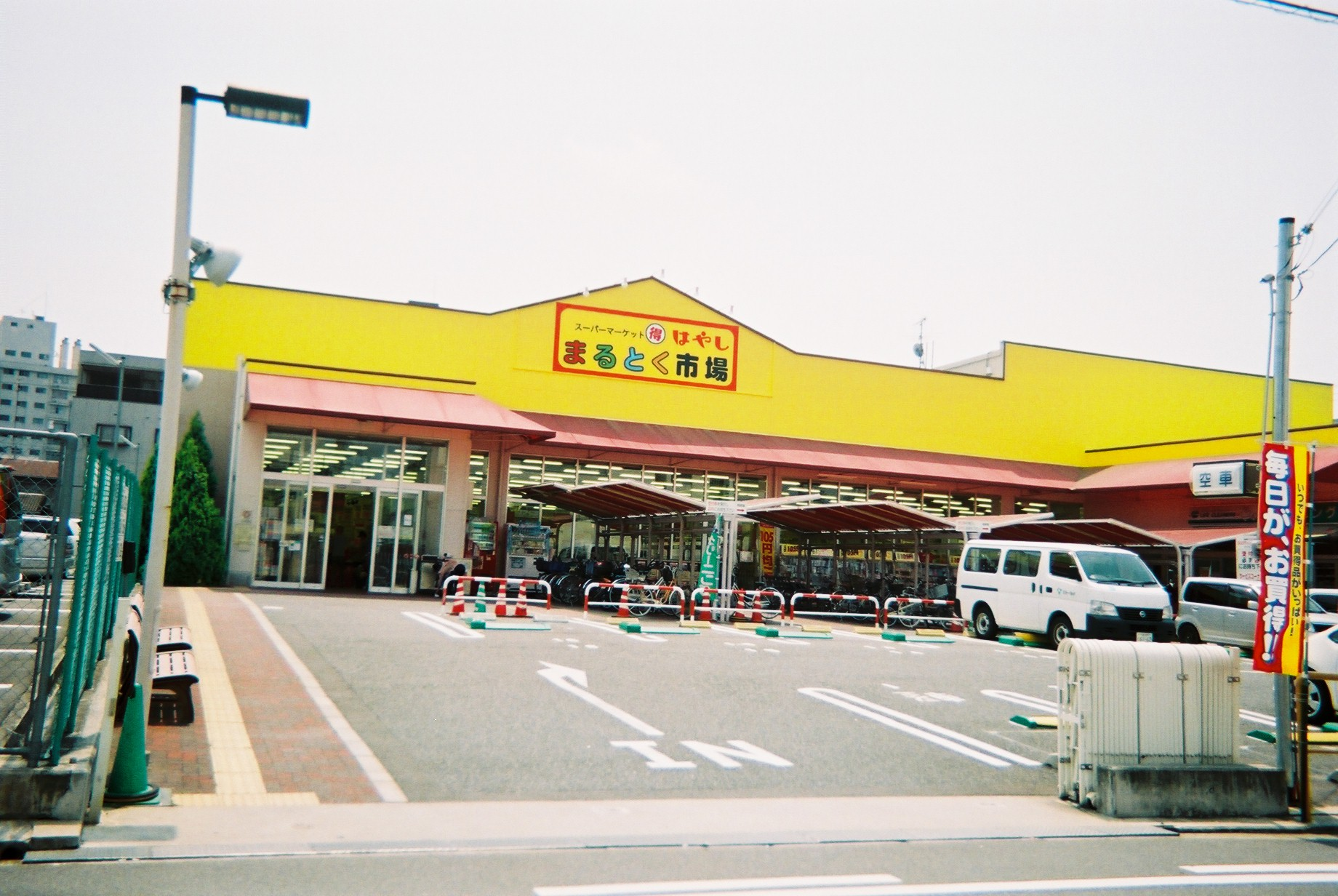
まるとく市場高殿店（大阪市旭区）

まるとく市場（まるとくいちば）は、大阪府大阪市に本社を置く日本の小売業・イズミヤ株式会社及び株式会社エイチ・ツー・オー食品グループの子会社であるカナート株式会社が運営する、ディスカウント形式のスーパーマーケットである。

## 概要
イズミヤ株式会社は、企業の効率化と販促経費削減の一環として、生鮮食品から日用品を低価格（ローコスト）で提供する新業態のスーパーマーケット「まるとく市場」の開発に取り組み、2007年3月、大阪府茨木市に第1号店を開店した。
2008年以降、「デイリーカナート」などイズミヤグループが運営する小型店舗（食品スーパー）の一部を「まるとく市場」に業態転換するようになるケースが多くなり、イズミヤは今後も「まるとく市場」の屋号でイズミヤの不採算店舗の業態転換や空き店舗への新規出店を計画する予定である。
「まるとく市場」ではコスト削減と徹底した低価格実現のため、クレジットカード決済と商品券、及びイズミヤポイントカードの使用はできない。また、ドライアイスのサービスも行っていない。新聞に折り込まれるチラシは毎月1日に発行するのみである。また、イズミヤグループの社章・太陽マークの露出もしていない（同じイズミヤのグループ店「デイリーカナート」では掲出している）。
キャッチコピーは「ぶっちぎり得価」「毎日がお買い得！ まるとく市場」。

## 店舗
阪神間を中心に店舗を展開している。☆印はイズミヤ運営の店舗、★印はカナート運営の店舗。
- ☆平田店（大阪府茨木市） - まるとく市場1号店。デイリーカナートから業態転換。
- ★北助松店（大阪府泉大津市） - デイリーカナートから業態転換。2015年10月まではイズミヤの運営店舗。建て替えのため、2017年1月をもって営業を一旦終了の後、同年11月28日にデイリーカナートイズミヤに再度業態転換。
- ☆門真南店（大阪府門真市） - デイリーカナートから業態転換。
- ☆北緑丘店（大阪府豊中市） - 新規出店（関西スーパー北緑丘店→阪神スーパー跡地）。
- ☆井高野店（大阪府大阪市東淀川区） - 新規出店。

### 過去に存在した店舗
- ★JR長瀬駅前店（大阪府東大阪市） - デイリーカナートはやしから業態転換（2011年2月28日閉店）。
- ☆都島友渕店（大阪府大阪市都島区） - 新規出店（カナエ友渕店→グルメシティ友渕店跡地。2011年12月31日閉店）。
- ★泉大津店（大阪府泉大津市） - デイリーカナートはやしから業態転換したが、デイリーカナートに再度業態転換を行った。かつては、株式会社はやしも運営を行っていた。
- ★上野芝店（大阪府堺市西区） - デイリーカナートはやしから業態転換（2018年6月25日閉店）。
- ☆稲田新町店（大阪府東大阪市） - デイリーカナートから業態転換。フレスポ東大阪内にあったが2018年8月26日に閉店し、同年9月7日よりデイリーカナートイズミヤに再度業態転換[1]。
- ★南住吉店（大阪府大阪市住吉区） - デイリーカナートの店舗として一度出店したものの、閉店（閉店時期は不明）。その後、「シルク」（コクミン系ドラッグストア）を経て、2009年10月に「まるとく市場」として再出店。2015年9月までイズミヤの運営店舗。2021年7月11日閉店。閉店後はコノミヤが出店。
- ☆浜田町店（兵庫県尼崎市） - デイリーカナートから業態転換。(2020年6月30日閉店)
- ★綾之町店（大阪府堺市堺区） - スーパーはやしから業態転換。（2015年10月19日閉店）
- ★鳥取店（大阪府阪南市） - 新規出店（スーパー「セルフダイワ」鳥取店跡地）。
- ★高殿店（大阪府大阪市旭区） - デイリーカナートはやしから業態転換。かつては、株式会社はやしによる運営で、「まるとく市場はやし」を名乗った最後の店舗（2022年7月2日閉店）。